# حب في الراديو (مسلسل)
مسلسل كوميدي كويتي تم عرضه في شهر رمضان لعام 1443هـ

## قصة المسلسل
مسلسل كويتي سيت كوم يتناول القصص المضحكة لموظفين في محطة راديو التي يواجهون فيها صعوبات في الحب والعمل. ويرصد العمل معاناة محطة إذاعية في زمن السوشيال ميديا، بعدما بدأت تأكل من مدخولها الإعلاني، وتفقدها كيانها المالي والإعلامي.

## طاقم العمل

### أبطال المسلسل
| التسلسل     | اسم الممثل        | الدور         |
| ----------- | ----------------- | ------------- |
| 1           | هيا عبدالسلام     | (ياسمين)      |
| 2           | فؤاد علي          | (مشاري)       |
| 3           | خالد المظفر       | (أم فيصل)     |
| 4           | فرح الصراف        | (شهد)         |
| 5           | عبدالعزيز النصار  | (سمير)        |
| 6           | أحمد العونان      | (ابو سلمان)   |
| 7           | محمد عاشور        | (هانيض)       |
| 8           | أحمد المظفر       | (نور)         |
| 9           | سارة صلاح         | (إمتنان)      |
| 10          | بيبي العبدالمحسن  | (بيبي)        |
| 11          | مصطفى محمود       | (الدكتور)     |
| 12          | عبدالعزيز بهبهاني | (وكيل المرسة) |
| 13          | ميثم الحسيني      |               |
| 14          | بشار الشطي        | (بشار)        |
| 15          | أسمهان توفيق      | (ام فيصل)     |
| 16          | محمد الحملي       |               |
| 17          | حسين الحداد       | الضابط سعود   |
| بدر الشعيبي | شخصيته الحقيقية   |               |

### التأليف
| التسلسل | المؤلف       | الدور          |
| ------- | ------------ | -------------- |
| 1       | فيصل البلوشي | (مؤلف)         |
| 2       | خالد المضف   | (ورشة الكتابة) |
| 3       | مصطفى المضف  | (ورشة الكتابة) |
| 4       | فرح الغربللي | (ورشة الكتابة) |
| 5       | سعود بوعبيد  | ورشة الكتابة   |

### الإخراج
| التسلسل | الاخراج     | الدور        |
| ------- | ----------- | ------------ |
| 1       | سعود بوعبيد | (مخرج)       |
| 2       | فواز الجابر | (مخرج منفذ)  |
| 3       | فاضل النصار | (مساعد مخرج) |
| 4       | حامد محمدض  | (مساعد مخرج) |

### أدوار متعددة
| التسلسل | ادوار متعددة            | الدور             |
| ------- | ----------------------- | ----------------- |
| 1       | فؤاد علي                | (إشراف عام)       |
| 2       | فرح الغربللي            | (إشراف عام)       |
| 3       | لولوة عبد السلام        | (مدير المشروع)    |
| 4       | عبد العزيز الجريب       | (Special Effects) |
| 5       | إيهاب المهدي            | (كوافير)          |
| 6       | سناء المهدي             | (كوافير)          |
| 7       | نادر نسيم               | (تصميم البرومو)   |
| 8       | رضا محمد                | (تصميم البرومو)   |
| 9       | ياسر الخالدي            | (مهندس الصوت)     |
| 10      | محمد الحوساني           | (كاميرا مان)      |
| 11      | Active Media Production | توزيع             |

### توزيع
| التسلسل | مونتاح         | الدور          |
| ------- | -------------- | -------------- |
| 1       | إبراهيم العشري | (مونتير)       |
| 2       | عمرو عاطف      | (مساعد مونتير) |

### موسيقى
| التسلسل | موسيقى          | الدور            |
| ------- | --------------- | ---------------- |
| 1       | عبد السلام محمد | (موسيقى تصويرية) |
| 2       | صهيب العوضي     | (مكس وماستر)     |

### الإنتاج
| التسلسل | انتاج       | الدور       |
| ------- | ----------- | ----------- |
| 1       | شاشا        | (منتج)      |
| 2       | بي برودكشنز | (منتج منفذ) |

## وصلات خارجية
| أيقونة بذرة | هذه بذرة مقالة عن موضوع متعلق بالكويت بحاجة للتوسيع. فضلًا شارك في تحريرها. |